# Mandalahaji
Mandalahaji is een bestuurslaag in het regentschap Bandung van de provincie West-Java, Indonesië. Mandalahaji telt 11.042 inwoners (volkstelling 2010).